# 묵적 (서예)
묵적(墨蹟)은 중국에서는 단순히 필적(筆蹟)을 말하는데, 한국이나 일본에서는 임제(臨濟)를 주로 한 선종승려의 필적을 특히 묵적이라 부르고 있다. 그 내용은 중국 및 한국의 선승이 쓴 인가장(印可狀)·게송·법어(法語)·자호(字號)·진도어(進道語)·시(詩), 액자(額子)·서장(書狀) 등 전부를 말한다. 이 묵적은 정통적인 서법에 의한 것은 아니나 엄격한 수도에 단련된 고승의 인간성이 보는 사람에게 강한 인상을 준다. 이러한 특수한 자유로운 서풍(書風)과 선(禪)의 정신이 존중되어 감상용으로서 중요한 지위를 차지하고 있다. 그 중에서도 원오극근·허당지우(虛堂智愚)·요암청욕(了庵淸慾) 등의 묵적이 존중되고 있다.

## 갤러리

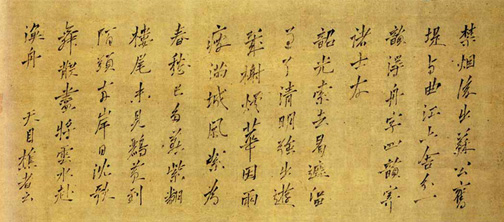
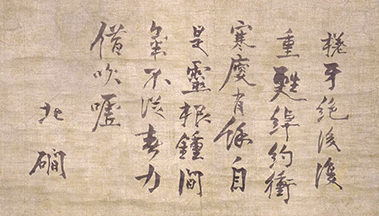
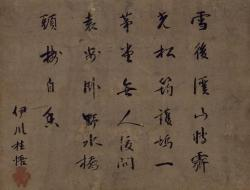
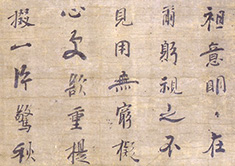
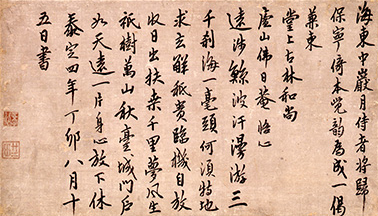
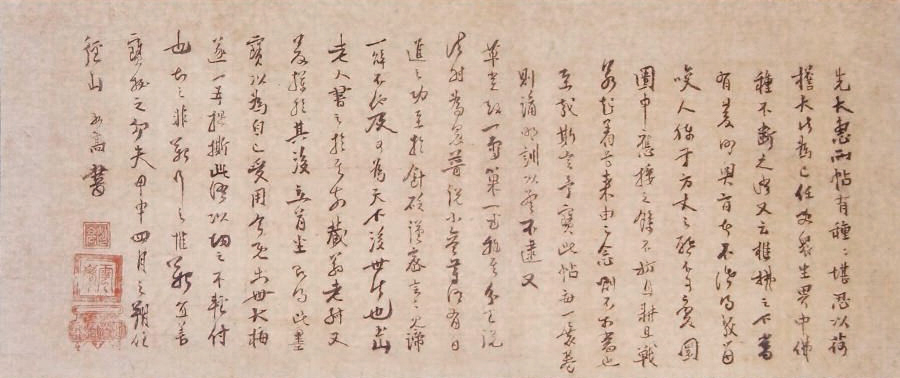
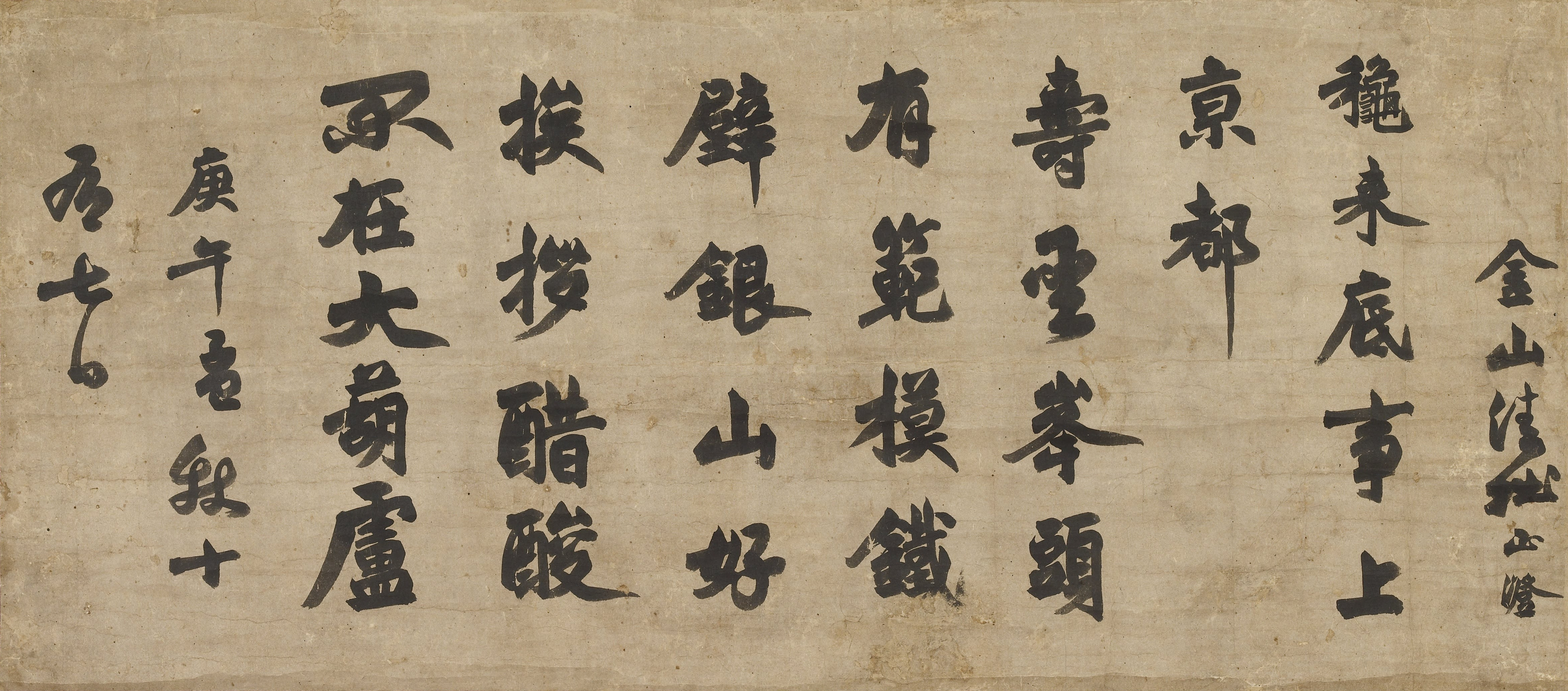
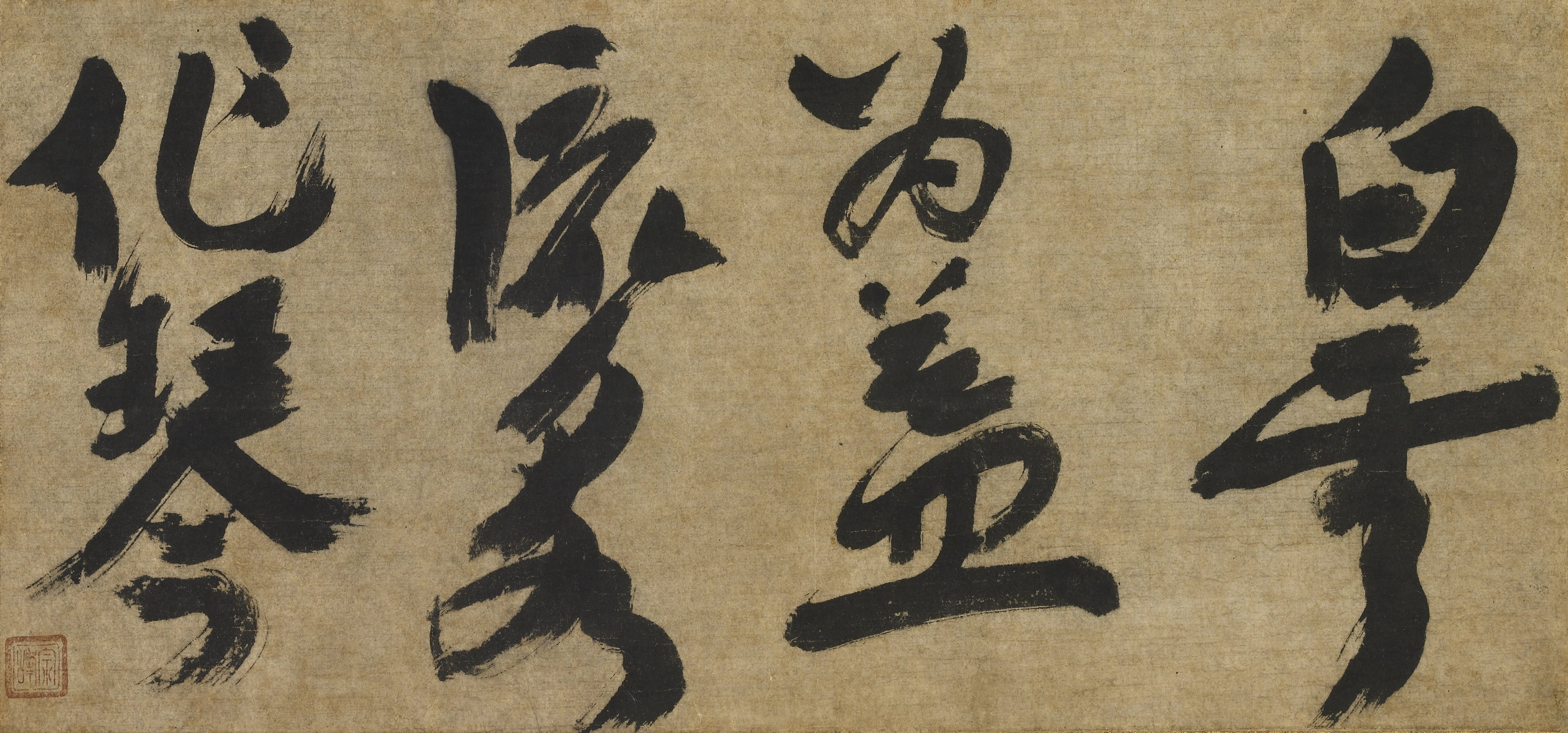